# Hagnias
Dans la mythologie grecque, Hagnias ou Agnias (grec ancien : Ἅγνιος) passe pour le père de Tiphys (le premier pilote des Argonautes) selon le Pseudo-Apollodore et Valerius Flaccus — lequel donne au pilote l'épithète patronymique de Hagniades.
Il vit en Béotie, dans une ville nommée selon les auteurs Tipha, Thisbé, Siphae ou Thespies / Aphormion.
Un auteur moderne rapproche Hagnias d'un esprit du monde souterrain dans une étude plus vaste des relations entre la geste argonautique et les mythes de Delphes.

## Sources
- Pseudo-Apollodore, Bibliothèque [détail des éditions] [lire en ligne] (I, 9, 12).
- Argonautiques orphiques [détail des éditions] [lire en ligne].
- Ovide, Les Épîtres : traduites en français par J. Tainturier, 1626, 1014 p. (lire en ligne), p. 577